# 黃呂錦茹
黃呂錦茹（1949年11月4日—），冠夫姓，中華民國政治人物，曾任臺北市政府民政局局長，現任中國國民黨臺北市黨部主任委員。

## 早年
黃呂錦茹畢業於實踐大學會計系、國立政治大學教師專業訓練班結業、中國文化大學建築及都市計劃研究所碩士在職專班。

## 政治工作
黃呂錦茹曾是任務型國民大會代表，之後擔任臺北市政府環保義工大隊大隊長，從事社團與環保工作。在郝龍斌擔任臺北市市長期間（2006年－2014年），受邀擔任民政局局長。
2017年10月15日，國民黨舉辦史上首次由黨員直選的縣市黨部主任委員選舉，黃呂錦茹擊敗對手鍾小平，當選臺北市黨部主委；2021年11月15日，獲聘續任。
2023年2月8日，黃呂錦茹向國民黨中央表達辭意且辭意甚堅，並希望臺北市議會議長戴錫欽接任黨部主委，但戴未答應。

## 爭議

### 遭檢舉涉嫌逃稅
2009年4月，時任台北市民政局長黃呂錦茹遭檢調約談，遭法雨寺住持檢舉黃呂錦茹及其丈夫涉嫌用捐款假收據報稅逃稅。寺方指控，在開山方丈離世後，清查帳務發現少了兩筆捐款收入，寄發存證信函給黃秀莊遲未回應，因而向國稅局檢舉及向檢警提告。對此，黃呂錦茹反控廟方住持誣告；黃呂錦茹表示當年確實有捐款，但在惹出紛爭後，為捍衛清白，丈夫黃秀莊已經撤回捐款及補稅。時任台北市長郝龍斌力挺黃呂錦茹，並指此為廟方董事長選舉而延伸的報復措施。
2011年3月，雙方互告最終皆獲不起訴處分。

### 技術性杯葛虐童案專案報告
2023年12月，台北市發生一起保母虐童致死案，遭殯葬業者揭露後引起社會關注。臺北市議會民主進步黨與台灣民眾黨籍議員對此要求臺北市政府的專案報告。然而，2024年3月23日專案報告當日，黃呂錦茹到場監督，讓國民黨籍議員待在門外、不進會場，藉由參與人數不足技術性流會，讓臺北市長蔣萬安不需向議會報告討論此案。

### 涉及不實罷免連署案
2025年4月17日，因為涉及不實罷免連署案，被臺北地檢署列為被告，並且搜查住處和約談，25日被羈押禁見，移送臺北女子看守所，羈押98天。
6月16日，被台北地檢署依照違反《個人資料保護法》、《刑法》偽造文書等罪嫌起訴。8月1日，坦承全部犯行，台北地方法院裁定限制出境、出海、住居，新臺幣1000萬元交保，以電子腳鐐及手機監控。

## 個人生活
黃呂錦茹之夫為建築師黃秀莊，長年擔任臺北市建築師公會理事長。